# 聖道門
聖道門（しょうどうもん）は、「浄土門」に対する語。様々な修行を通して、自力によって成仏することを説く宗旨のこと。
法然によって、浄土五祖道綽の『安楽集』に「聖道」と「往生浄土」の2種の勝法が説かれていたことを受け、『選択本願念仏集』（『選択集』）にて他宗に対し用いられた言葉である。
法然が浄土宗を確立した当時、仏教といえば密教系の天台宗と真言宗が主流だったため、主にこの2宗をさすが、その直後に登場した禅宗もこれに含まれる。浄土教以外の宗旨でこの言葉は通常使われない。
法然は、末法の世において他力本願（阿弥陀仏による本願の働き）がいかに優れているかを説き、衆生に称名念仏を勧めた。
- 『選択集』の中で、「大集月蔵経云我末法時中億億衆生起行修道未有一人得者（『大集月蔵経』にのたまはく、「わが末法の時のうちの億々の衆生、行を起し道を修せんに、いまだ一人として得るものあらじ」（『浄土真宗聖典七祖篇』（原典版・註釈版）』本願寺出版社より引用）と『安楽集』より引用し、対極にある「聖道門」の主教が困難で、証し難いことを示し、聖道門を捨て浄土門に入る根拠とした。

そのため、興福寺奏状、延暦寺奏状、明恵の摧邪輪、日蓮の立正安国論など、往時から現代に至るまで、他宗から批判を受けてきた。